# Infrea
Infrea AB är svenskt börsnoterat entreprenadföretag i Stockholm.
Infrea grundades 2012 och är en industrigrupp med verksamhet inom väg- och vattenbyggnad. Affärsområden är Mark & Anläggning samt Vatten & Avlopp. Genom dotterbolag drivs verksamhet i bland annat Västsverige, Östergötland och Mälardalen. 
Infrea förvärvade Jonab Anläggning AB 2021, med verksamhet i Halland och Skåne.